# Jennifer Lacy
Jennifer Lacy (* 21. März 1983) ist eine professionelle Basketball-Spielerin. Zuletzt spielte sie im Jahr 2015 für Connecticut Sun in der Women’s National Basketball Association auf der Position des Forwards.

## Karriere

### College
Lacy spielte für das Damen-Basketballteam der Pepperdine University.

### WNBA
2005 wurde Jennifer Lacy ins Trainingslager der Connecticut Sun eingeladen. Die Sun baten ihr jedoch keinen Vertrag in der WNBA an. 2006 wurde sie ins Trainingslager der Phoenix Mercury eingeladen, wo sie den Sprung in den Kader der Mercury schaffte. In der Saison 2006 spielte sie in 33 von 34 Spielen in der regulären Saison für Phoenix. In der Saison 2007 stand sie 20 Mal auf dem Platz für Phoenix und erzielte dabei 1,8 Punkte und 1 Rebound pro Spiel. In dieser Saison konnte sie mit dem Team erstmals die WNBA-Meisterschaft gewinnen. Sie stand dabei in den Playoffs aber nur in einem Spiel für drei Minuten auf dem Platz.
In der Saison 2008 traten die Atlanta Dream der WNBA bei und im Expansion Draft entschied sich Atlanta unter anderem für Lacy, die somit seit der Saison 2008 für die Atlanta Dream spielte. Nachdem sie in ihrer ersten Saison dort regelmäßig in der Startformation des Team stand, wurde sie in der Spielzeit 2009 nur noch als Einwechselspielerin eingesetzt und ihre Spielanteile gingen deutlich zurück. Zur Saisons 2010 wechselte sie zum Team der Tulsa Shock. Dort bekam sie zwar wieder mehr Spielzeit und Einsätze in der Startformation. In den fünf Spielzeiten in Tulsa konnte sie aber mit dem Team nie die Playoffs erreichen. Zu Beginn der Saison 2015 spielte Lacy für das Team der Los Angeles Sparks. Die zweite Saisonhälfte bestritt sie für das die Connecticut Sun. Dies ist die vorerst letzte Station von Lacy in der WNBA.
Bis zu diesem Zeitpunkt bestritt sie in 10 WNBA-Saisons in der regulären Saison 295 Spiele, dabei stand sie 75 Mai in der Startformation und erzielte 1506 Punkte, 671 Rebounds und 171 Assists. In 3 Playoffpartien (ohne Einsatz in der Startformation) erzielte sie 4 Punkte, 2 Rebounds und keinen Assist.

### Europa
In der Saisonpause der WNBA spielte Lacy wie viele WNBA-Spielerinnen in Europa. In der Saison 2007/08 stand sie dabei für den polnischen Verein CCC Polkowice auf dem Platz.